# Comté du Lachlan
Pour les articles homonymes, voir Lachlan.

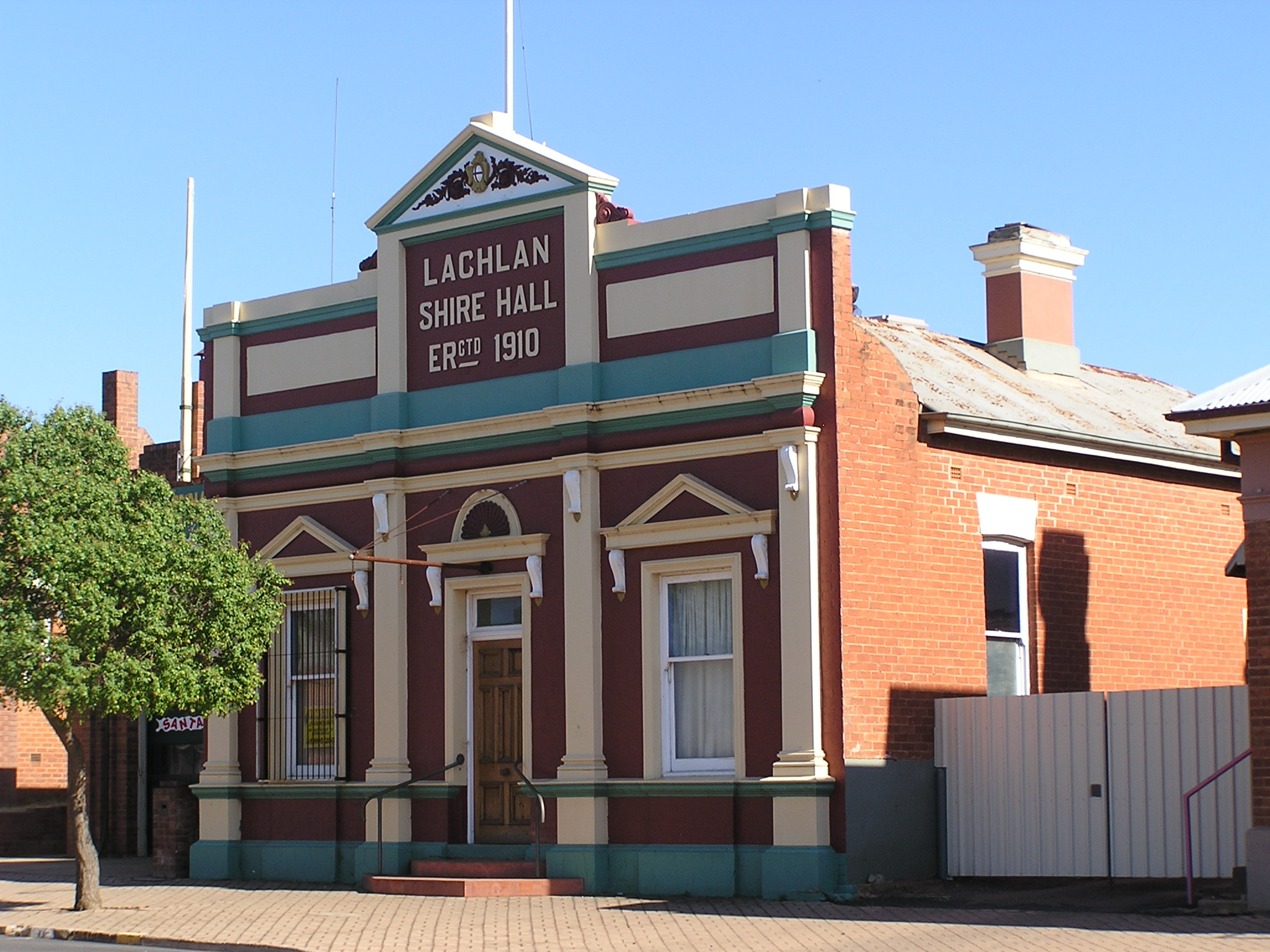
Le siège du conseil du comté de Lachlan

Le comté du Lachlan (en anglais : Lachlan Shire) est une zone d'administration locale située dans l'État de Nouvelle-Galles du Sud en Australie.

## Géographie
Le comté s'étend sur 7 431 km2 au centre de la Nouvelle-Galles du Sud. Il est arrosé par le Lachlan et traversé par la voie de chemin de fer Broken Hill Railway line.
Le comté comprend la ville de Condobolin, ainsi que les localités d'Albert, Burcher, Fifield, Lake Gargelligo, Tottenham et Tullibigeal.

## Histoire
Le conseil est créé par la loi de 1906 sur l'administration locale de l'État.

## Démographie
La population s'élevait à 6 476 habitants en 2011 et à 6 194 habitants en 2016.

## Politique et administration
Le comté est administré par un conseil de dix membres, à raison de deux par wards, élus pour un mandat de quatre ans, qui à leur tour élisent le maire pour deux ans. À la suite des élections du 4 décembre 2021, le conseil est formé uniquement d'indépendants.

### Liste des maires
| Période                                  | Période     | Identité     | Étiquette   | Qualité |
| ---------------------------------------- | ----------- | ------------ | ----------- | ------- |
| Les données manquantes sont à compléter. |             |              |             |         |
| septembre 2016                           | en fonction | John Medcalf | Indépendant |         |